# 제롬 싱클레어
제롬 테런스 싱클레어(Jerome Terence Sinclair, 1996년 9월 20일 ~ )은 잉글랜드의 축구 선수이다. 현재 PFC CSKA 소피아 소속으로 뛰고 있으며 포지션은 공격수이다.